# Arga restaurangen
Arga restaurangen är ett program på Kanal 5, som sändes den 28 augusti 2014, där Anders Öfvergård lär ut hur man driver en restaurang till ett antal arbetslösa ungdomar. Målet med serien är att ungdomarna sedan ska driva restaurangen "Angry Diner" i Stockholm själva.